# Čtyry doby
Čtyry doby, vydávané také jako Čtyři doby, jsou krátkým prozaickým textem Boženy Němcové. Napsala jej pro rukopisný almanach (památník) určený Josefu Václavu Fričovi k Novému roku 1856, v němž dílo opatřila věnováním a podpisem. Na malém prostoru se propojuje většinu motivů a témat charakteristických pro spisovatelčino psaní: osud ženy, reflektovaný v jejích povídkách, fantazijní proměna světa, kterou zpracovávala v pohádkách, a intimní životní reflexe, známé z její korespondence. Tiskem vyšlo dílo poprvé roku 1890.

## Obsah
Do zámecké kaple v noci přichází dívka, modlí se u oltáře s mramorovými sochami Ježíše Krista a Máří Magdaleny a pláče nevědomou, svatou touhou. Ve druhé části děvče odchází do zahrady a touhu v ní rozněcuje slavík. Poté před hrdinkou rozkvétá nevídaně nádherná květina, v jejímž okolíku stojí jasná bohyně přírody. Ta pak dívku posvětí polibkem na čelo.
Ve třetí části je nevěsta vedena  do kostela. Kněz káže o manželské lásce a nevěsta přísahá věrnost. Během svatební noci vzpomíná na své dávné setkání s bohyní, ale je pak je přinucena svým mužem, aby se mu poddala. Ráno se žena modlí k Maří Magdaléně. Ve čtvrté části kráčí žena zahalená černý závojem na horu a vyznává se, že zhřešila proti svaté lásce. Z nebe sestupuje ladná děva, odnáší ženu vzhůru, ke světlému trůnu, kde jí její zářivé sestry ukazují Boha a říkají, že je Láska.

## Inspirace
Text lze srovnat s Čelakovského básní „Běla Krasavice“ (1825), v níž také po dvou šťastných a nadějných obdobích v životě dívky přicházejí dvě období zoufalství a bolesti. V textu přítomná myšlenka sjednoducení ducha a přírody je obdobou úvah, které lze nalézt u Františka Matouše Klácela (koncept „Věsměrnosti“) a Jan Evangelista Purkyně („Všeduch“, duchovní princip vesmíru). Hana Šmahelová toto dílo pro jeho lyričnost a využití scenérie rajské zahrady srovnala se starším textem Němcové, pohádkou „Viktorka“ z roku 1852.

## Recepce díla
Josef Václav Frič, kterému byla próza věnována, dílo bagatelizoval slovy, že Němcová o sobě prozradila něco, co nepatří na veřejnost. Text byl pak dlouho chápán čistě autobiograficky, jako výpověď o nešťastném manželství s Josefem Němcem. Teprve Felix Vodička ocenil „Čtyry doby“ jako umělecký text a jejich závěr interpretoval nábožensky. Jaroslava Janáčková napsala, že „Čtyry doby“ přitakávají ženské romantické vzpouře. Tímto dílem se Němcová zapsala také do dějin básnické prózy a připojila se k pokračovatelům Máchovým.